# Jocs Olímpics d'Hivern de 1972
Els Jocs Olímpics d'Hivern de 1972, oficialment anomenats XI Jocs Olímpics d'Hivern, es van celebrar a la ciutat de Sapporo (Japó) entre els dies 3 i 13 de febrer de 1972. Hi participaren un total de 1.006 esportistes (801 homes i 205 dones) de 35 comitès nacionals que competiren en 8 esports i 35 especialitats.
Aquests foren els primers Jocs Olímpics d'Hivern que es realitzaren fora d'Europa o Amèrica del Nord. Actualment la ciutat de Sapporo continua sent la ciutat més populosa que ha allotjat mai uns Jocs Olímpics d'hivern.

## Antecedents i ciutats candidates
La ciutat de Sapporo fou guardonada amb la realització dels Jocs Olímpics d'Hivern de 1940 en la 36a Sessió del Comitè Olímpic Internacional (COI) realitzada el 9 de juny de 1937 a Varsòvia (Polònia). A conseqüència, però, de la Segona Guerra Sinojaponesa (1937-1945) foren cancel·lats.
En la 64a Sessió del Comitè Olímpic Internacional (COI) realitzada a Roma (Itàlia) el 26 d'abril de 1966 s'escollí la ciutat de Sapporo (Japó) com a seu dels Jocs Olímpics d'hivern de 1972 per davant de:
| Ciutat         | CON          | Ronda 1 |
| Sapporo        | Japó         | 32      |
| Banff          | Canadà       | 16      |
| Lahti          | Finlàndia    | 7       |
| Salt Lake City | Estats Units | 7       |

## Comitès participants
En aquests Jocs Olímpics participaren un total de 1.006 competidors, entre ells 801 homes i 205 dones, de 35 comitès nacionals diferents.
En aquests Jocs van participar per primera vegada les Filipines i la República de la Xina, retornaren a la competició Corea del Nord i Bèlgica i deixaren de participar Dinamarca, Índia, Islàndia, Marroc i Xile.
| - Argentina (2) - Austràlia (4) - Àustria (40) - Bèlgica (1) - Bulgària (4) - Canadà (47) - Corea del Nord (6) - Corea del Sud (5) - Espanya (3) - Estats Units (103) - Filipines (2) - Finlàndia (50) |  | - França (40) - Grècia (3) - Hongria (1) - Itàlia (44) - Iran (4) - Iugoslàvia (26) - Japó (85) - Liechtenstein (4) - Líban (1) - Mongòlia (4) - Nova Zelanda (2) - Noruega (66) |  | - Països Baixos (11) - Polònia (47) - Regne Unit (39) - RDA (42) - RFA (78) - Rep. de la Xina (5) - Romania (13) - Suècia (58) - Suïssa (52) - Txecoslovàquia (40) - Unió Soviètica (78) |

## Esports disputats
Un total de 8 esports foren disputats en aquests Jocs Olímpics, realitzant-se un total de 35 proves. Sense modificacions en el programa oficial dels Jocs respecte als anteriors, en aquesta edició no hi hagué cap esport de demostració.

## Fets destacats

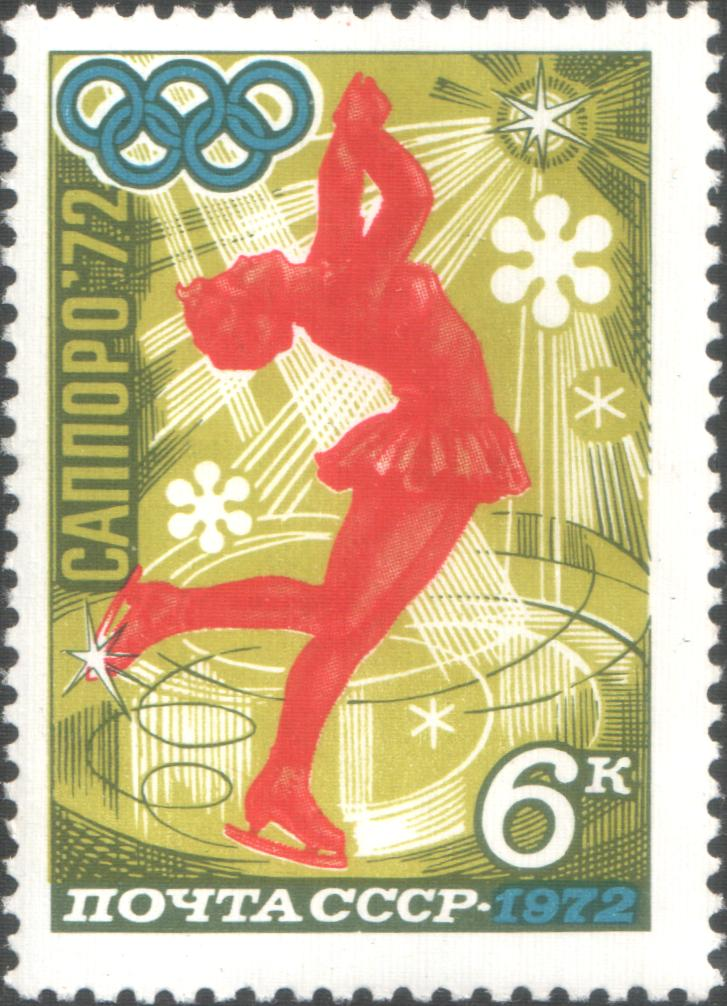
Segell commemoratiu de la Unió Soviètica amb motiu dels Jocs Olímpics.

- Els jocs foren ignaugurats per l'emperador del Japó Hirohito.
- El Japó, país organitzador dels Jocs, anteriorment no havia guanyat mai una medalla d'or. En aquests Jocs ho aconseguí gràcies a la victòria Yukio Kasaya aconseguí imposar-se en la prova de salt amb esquís normal per davant de dos compatriotes seus.
- El gran vencedor dels Jocs fou el neerlandès Ard Schenk, que aconseguí guanyar les tres proves de patinatge de velocitat sobre gel en categoria masculina, i la soviètica Galina Kulakova, que aconseguí guanyar les tres proves d'esquí de fons femení.
- El noruec Magnar Solberg es convertí en el primer esquiador a repetir triomf en la prova individual de 20 quilòmetres del biatló.
- La desconeguda suïssa Marie-Thérès Nadig i l'espanyol Francisco Fernández Ochoa aconseguiren la victòria en proves d'esquí alpí.
- Aquests foren els últims Jocs on s'aconseguí una victòria en les proves d'esquí alpí mitjançant l'ús d'esquís realitzats de fusta. A partir d'aquest moment es popularitzà l'ús d'esquís realitzats amb fibres sintètiques.
- Tres dies abans de l'inici dels Jocs el president del COI Avery Brundage desqualificà 40 esquiadors alpins per haver rebut alguna compensació econòmica, esdevenint en aquells moments esquiadors professionals i no amateurs com oficialitzava el COI (a l'austríac Karl Schranz no li fou permès participar en els Jocs). Alhora el Canadà refusà enviar a la competició el seu equip d'hoquei sobre gel adduint que els jugadors professionals dels països comunistes podien competir sense restriccions.[2]

## Medaller

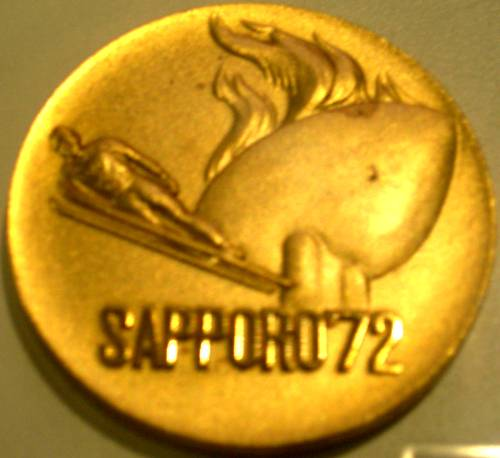
Medalla d'or concedida als Jocs.

Deu comitès amb més medalles en els Jocs Olímpics de 1972. País amfitrió ressaltat (el Japó finalitzà en la posició onzena del medaller).
| Jocs Olímpics d'hivern de 1972 | Jocs Olímpics d'hivern de 1972 | Jocs Olímpics d'hivern de 1972 | Jocs Olímpics d'hivern de 1972 | Jocs Olímpics d'hivern de 1972 | Anells Olímpics |
| Posició                        | País                           | Or                             | Plata                          | Bronze                         | Total           |
| 1                              | Unió Soviètica                 | 8                              | 5                              | 3                              | 16              |
| 2                              | Suïssa                         | 4                              | 3                              | 3                              | 10              |
| 3                              | Països Baixos                  | 4                              | 3                              | 2                              | 9               |
| 4                              | RDA                            | 3                              | 4                              | 7                              | 14              |
| 5                              | Estats Units                   | 3                              | 2                              | 3                              | 8               |
| 6                              | RFA                            | 3                              | 1                              | 1                              | 5               |
| 7                              | Noruega                        | 2                              | 5                              | 5                              | 12              |
| 8                              | Itàlia                         | 2                              | 2                              | 1                              | 5               |
| 9                              | Àustria                        | 1                              | 2                              | 2                              | 5               |
| 10                             | Suècia                         | 1                              | 1                              | 2                              | 4               |

### Medallistes més guardonats
Categoria masculina
| Nom                | CON            | Disciplina             | Or | Plata | Bronze | Total |
| Ard Schenk         | Països Baixos  | Patinatge de velocitat | 3  | 0     | 0      | 3     |
| Viatxeslav Vedenin | Unió Soviètica | Esquí de fons          | 2  | 0     | 1      | 3     |
| Pål Tyldum         | Noruega        | Esquí de fons          | 1  | 2     | 0      | 3     |
| Fyodor Simashev    | Unió Soviètica | Esquí de fons          | 1  | 1     | 0      | 2     |
| Gustavo Thoeni     | Itàlia         | Esquí alpí             | 1  | 1     | 0      | 2     |

Categoria femenina
| Nom                  | CON            | Disciplina             | Or | Plata | Bronze | Total |
| Galina Kulakova      | Unió Soviètica | Esquí de fons          | 3  | 0     | 0      | 3     |
| Marjatta Kajosmaa    | Finlàndia      | Esquí de fons          | 0  | 2     | 1      | 3     |
| Atje Keulen-Deelstra | Països Baixos  | Patinatge de velocitat | 0  | 1     | 2      | 3     |
| Marie-Theres Nadig   | Suïssa         | Esquí alpí             | 2  | 0     | 0      | 2     |
| Dianne Holum         | Estats Units   | Patinatge de velocitat | 1  | 1     | 0      | 2     |
| Alevtina Olyunina    | Unió Soviètica | Esquí de fons          | 1  | 1     | 0      | 2     |